# シュー皮

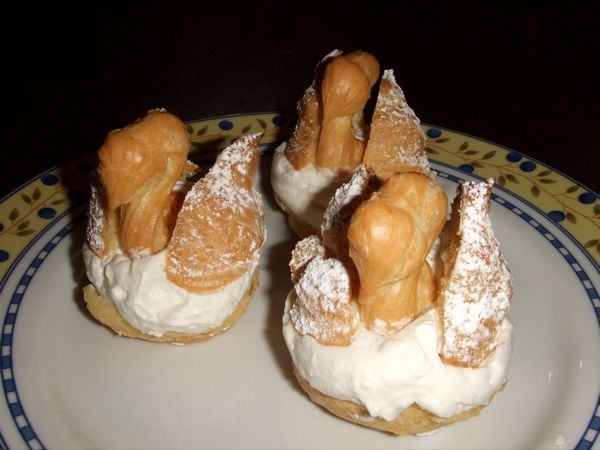
シュー皮で作った白鳥

シュー皮（シューがわ）またはシュー生地（シューきじ、仏: pâte à choux）は、シュークリーム、クロカンブッシュ、エクレア、フランスのクルーラー、ベニエ、サントノーレ、パリ・ブレスト、ドイツのフロッケンザーネトルテ、インドネシアのクエ・スス、またグジェール等を作るのに用いられる、軽いペイストリーである。

## 概要
バター、水、小麦粉と卵のみから作られる。ヨークシャー・プディングやDavid Eyre's pancakeと同様に、膨張剤の代わりに、高い水分濃度のため調理中に発生する蒸気を用いて膨らませる。
シュー皮は通常焼いて用いられるが、ベニエは揚げて作る。スペインや南アメリカでは、揚げたシュー皮でチュロスを作り、薄いチョコレートブラン・マンジェに浸して朝食に食べられる。オーストリアでは、茹でて甘いアンズのダンプリングであるマリレンクネーデルが作られる。これにクリームを詰めて、クレームパフやエクレアが作られることもある。なお、茹でたシュー皮をマカロニがわりに使用する「パリ風グラタン」といった調理例もある。

## 名称
フランス語ではパータ・シュー（pâte à choux）という。シューはキャベツの意味である。

## 歴史
シュー生地の原型は16世紀にメディチ家からアンリ2世の王妃として嫁いできたカトリーヌ・ド・メディシスに付き添った料理人ポペリーニによるものとされている。ポペリーニの考案したものは生地をスプーンで天板に落として火で乾燥させたものである。
定説ではシュー生地を完成させたのは18世紀のパティシエであるジャン・アヴィス（パティシエのアントナン・カレームが10代の修行中にパリのヴィエンヌ通りのシルヴァン・バイイで働いていたときの師匠にあたる人物）とされている。アントナン・カレームは、このレシピを改良し、今日一般的なシュークリームのレシピを完成させた。

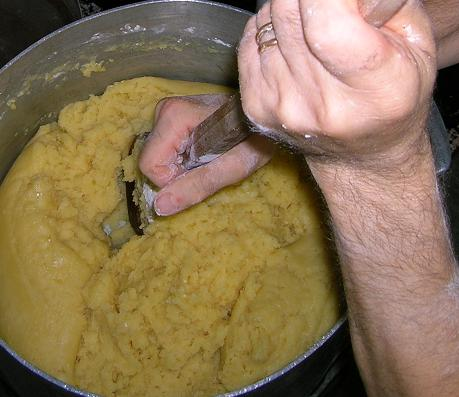
ベニエの生地を混ぜる。
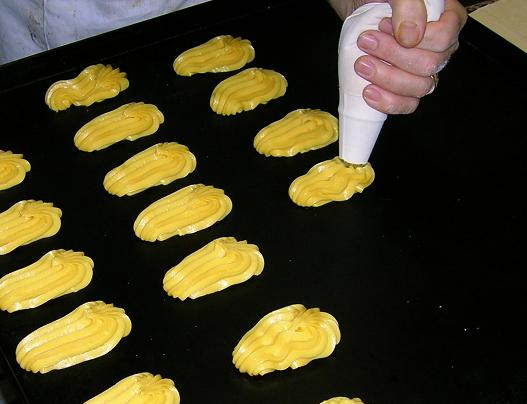
絞り袋でベニエ用の生地を絞り出す。